# Atesta besti
Atesta besti là một loài bọ cánh cứng trong họ Cerambycidae.